# DOM
 Ovo je glavno značenje pojma DOM. Za opijat istog imena pogledajte pogledajte DOM (opijat).
DOM, međunarodna registracijska oznaka za cestovna vozila, koju od 1952. godine koristi Dominikanska Republika. Oznaka se upotrebljava u cestovnom prometu i mora biti nalijepljena na cestovnom vozilu prilikom ulaska u druge države. 
8. studenog 1968. godine u Beču je potvrđen "Međudržavni zakon o razvrstavanju prepoznatljivih oznaka", koji se naknadno dopunjavao nastankom novih država. 